# 法雲寺 (秩父市荒川白久)
法雲寺（ほううんじ）は、埼玉県秩父市にある臨済宗建長寺派の寺院で、山号は瑞龍山と号する。
本尊真言：おん はんどめい しんだまに じんばら うん
ご詠歌：一心に南無観音と唱ふれば 慈悲深か谷の誓ひたのもし

## 歴史
創建年代は不明である。ただ1531年（享禄4年）の納札があることから、室町時代後期には既に存在していたものと推測される。
当寺には、何故か楊貴妃に係わる寺宝がある。本尊の如意輪観世音菩薩は、唐の第6代皇帝玄宗が楊貴妃の菩提を弔うため、自ら彫ったもので、不空三蔵が開眼したと伝えられる。1319年（元応元年）に建長寺の道隠が日本に持ち込んだという。現在は秘仏で、毎年4月18日に開帳することになっている。また「楊貴妃の鏡」というものもある。

## 文化財
- 巡礼納札6面（秩父市指定有形文化財 昭和33年11月3日指定）[4]
- 札所30番 瑞竜山法雲寺（秩父市指定史跡 昭和34年4月10日指定）[5]
- 桧葉（秩父市指定天然記念物 昭和33年11月3日指定）[6]

## 交通アクセス
- 白久駅より徒歩15分

## 前後の札所
秩父札所（江戸巡礼古道）
29 長泉院 -- (7.1km)-- 30 法雲寺 -- (18km：県道37号経由)-- 31 観音院